# اس‌اس جاوا
اس‌اس جاوا (به انگلیسی: SS Java) یک کشتی بود که طول آن ۳۳۷٫۱ فوت (۱۰۲٫۷ متر) بود. این کشتی در سال ۱۸۶۵ ساخته شد.